# Annellophorella densa
Annellophorella densa är en svampart som först beskrevs av Syd. & P. Syd., och fick sitt nu gällande namn av Chirayathumadom Venkatachalier Subramanian 1962. Annellophorella densa ingår i släktet Annellophorella, divisionen sporsäcksvampar och riket svampar.   Inga underarter finns listade i Catalogue of Life.